# 言いにくいことをハッキリ言うTV
『言いにくいことをハッキリ言うTV』（いいにくいことをハッキリいうティーヴィー）は、2014年4月1日（3月31日深夜）から同年9月23日（22日深夜）までテレビ朝日で放送されていたバラエティ番組。通称『ハッキリTV』、『ハッキリ言うTV』。

## 内容
爆笑問題・太田光が司会を務めていた『侃侃諤諤』のリニューアル番組。当初は、世間に言いにくい極論を持つ「ハッキリマン」が登場思いをぶちまけ、その極論に対し、太田率いる反論チームが立ち向かうという内容だった。第4回から業界や仕事の裏側を当事者が話したり、政治・時事討論をする番組に変更された。
『ハッキリ言うTV』としては2014年9月23日（22日深夜）に終了。同年7月と9月に当番組で放送された、「お坊さん」が出演しお寺や仏教の裏側を話した特集「お坊さんスペシャル」の好評を受け、同年10月からは、引き続き爆笑問題が司会を務め、僧侶がコメンテーターとして出演する『お坊さんバラエティ ぶっちゃけ寺』が開始することになった。
2014年4月26日、『お願い!ランキング GOLD』の特別編として全国ネットで放送された。

## 出演
- 爆笑問題
  - 番組MC、コンプライアンス係：田中裕二
    - 当番組における「コンプライアンス係」の役割は、「あまりにもテレビで言いにくいギリギリ発言をストップする」としていた。

  - 反論チームリーダー：太田光

## 放送リスト
| 回 | 放送日        | ハッキリ言いたいこと        | ハッキリマン   | 反論チーム                                     | 観覧者の投票結果   | 観覧者の投票結果 | 観覧者の投票結果 |
| 回 | 放送日        | ハッキリ言いたいこと        | ハッキリマン   | 反論チーム                                     | ファーストジャッジ | 中間             | 最終             |
| -- | ------------- | --------------------------- | -------------- | ---------------------------------------------- | ------------------ | ---------------- | ---------------- |
| 1  | 2014年4月1日  | 日本映画に未来はない        | 園子温         | 有村昆、川島明                                 | 賛成0 vs 反対30    | 賛成8 vs 反対22  | 賛成12 vs 反対18 |
| 2  | 2014年4月8日  | 女性誌はオンナを不幸にする! | 深澤真紀       | IKKO、益若つばさ                               | 賛成5 vs 反対25    | 賛成8 vs 反対22  | 賛成15 vs 反対15 |
| 3  | 2014年4月15日 | J-POPはパクリだらけだ!?     | マキタスポーツ | 見届け人（麻生香太郎、マーティ・フリードマン） | 賛成6 vs 反対24    | 賛成16 vs 反対14 | 賛成22 vs 反対8  |

## ネット局
| 放送対象地域  | 放送局                | 系列           | 放送日時                     | 放送開始日    | 備考       |
| ------------- | --------------------- | -------------- | ---------------------------- | ------------- | ---------- |
| 関東広域圏    | テレビ朝日            | テレビ朝日系列 | 火曜 0:15 - 0:45（月曜深夜） | 2014年4月1日  | 制作局     |
| 北海道        | 北海道テレビ（HTB）   | テレビ朝日系列 | 火曜 0:15 - 0:45（月曜深夜） | 2014年4月1日  | 同時ネット |
| 岩手県        | 岩手朝日テレビ（IAT） | テレビ朝日系列 | 火曜 0:15 - 0:45（月曜深夜） | 2014年4月1日  | 同時ネット |
| 秋田県        | 秋田朝日放送（AAB）   | テレビ朝日系列 | 火曜 0:15 - 0:45（月曜深夜） | 2014年4月1日  | 同時ネット |
| 山形県        | 山形テレビ（YTS）     | テレビ朝日系列 | 火曜 0:15 - 0:45（月曜深夜） | 2014年4月1日  | 同時ネット |
| 長野県        | 長野朝日放送（abn）   | テレビ朝日系列 | 火曜 0:15 - 0:45（月曜深夜） | 2014年4月1日  | 同時ネット |
| 沖縄県        | 琉球朝日放送（QAB）   | テレビ朝日系列 | 火曜 0:15 - 0:45（月曜深夜） | 2014年4月1日  | 同時ネット |
| 宮城県        | 東日本放送（KHB）     | テレビ朝日系列 | 火曜 0:56 - 1:26（月曜深夜） | 2014年4月1日  | 41分遅れ   |
| 岡山県 香川県 | 瀬戸内海放送（KSB）   | テレビ朝日系列 | 火曜 0:20 - 0:50（月曜深夜） | 2014年4月7日  | 7日遅れ    |
| 愛媛県        | 愛媛朝日テレビ（eat） | テレビ朝日系列 | 火曜 1:15 - 1:45（月曜深夜） | 2014年4月14日 | 14日遅れ   |
| 石川県        | 北陸朝日放送（HAB）   | テレビ朝日系列 | 火曜 1:45 - 2:15（月曜深夜） | 2014年4月14日 | 14日遅れ   |
| 福岡県        | 九州朝日放送（KBC）   | テレビ朝日系列 | 水曜 1:20 - 1:50（火曜深夜） | 2014年4月16日 | 15日遅れ   |
| 福島県        | 福島放送（KFB）       | テレビ朝日系列 | 火曜 0:20 - 0:50（月曜深夜） | 2014年5月6日  | 35日遅れ   |
| 大分県        | 大分朝日放送（OAB）   | テレビ朝日系列 | 水曜 1:15 - 1:45（火曜深夜） | 2014年5月7日  | 36日遅れ   |
| 青森県        | 青森朝日放送（ABA）   | テレビ朝日系列 | 土曜 0:45 - 1:15（金曜深夜） | 2014年5月31日 | 60日遅れ   |
| 鹿児島県      | 鹿児島放送（KKB）     | テレビ朝日系列 | 火曜 1:45 - 2:15（月曜深夜） | 2014年8月5日  | 125日遅れ  |

## スタッフ
- 構成:鈴木おさむ、樋口卓治、秋葉高彰、デーブ八坂、野口悠介、水野守啓
- ナレーション:槇大輔
- 企画:奥川晃弘
- TM:大島秀一
- TD:平間隆啓
- CAM:宮内大翼
- 照明:金村悟史
- 音声:清水美都子
- VE:細谷公助
- 音響:田村智宏
- 美術プロデューサー:小山晃弘
- デザイン:浜野恭平
- 美術進行:山本和記、古閑洋司
- CG:横井勝、高井梓
- CGデザイン:横井勝、高井梓
- 大道具:吉村宏嗣
- 装飾:高橋友之
- メイク:古宿沙織
- スタイリスト:植田雅恵
- EED:五十嵐剛輝(IMAGICA)、奈良直樹
- MA:駒井仁(IMAGICA)
- 音効:矢部公英
- TK:高橋由佳
- 編成:田中真由子
- コンテンツビジネス:石井貴裕
- ウエブ制作:伊崎稔明
- 宣伝:残間理央
- 協力:東京オフラインセンター
- 衣装協力:FAIRFAX、ikka、J.FERRY 003J.FERRY、永島服飾株式会社
- 制作協力:ZIPPYPRODUCTION
- デスク:稲月彰子
- 制作スタッフ:春田正義、田中裕介、小林奏、永井翔悟、藤尾圭祐、吹田雅信、国仲美咲、寺倉綾乃、荻原正雄、高橋智宏、松嶋健一、木塚真奈美、稲月彰子
- アシスタントプロデューサー:阿部優香子、菊地裕衣子
- ディレクター:地曳範剛、桑原慶介、近藤大輔、藤尾圭祐、吹田雅信
- 演出:木津優
- プロデューサー:梶山貴弘、北條知子(ジッピープロダクション)
- ゼネラルプロデューサー:樋口圭介
- 制作著作:テレビ朝日